# Даблкортин
Даблкортин (англ. Doublecortin, DCX) — белок, ассоциированный с микротрубочками, экспрессируемый почти исключительно незрелыми нейронами. Нейрональные клетки-предшественники начинают производить DCX вскоре после входа в клеточный цикл с затуханием экспрессии через 2-3 недели, ко времени окончательного превращения в развитые нейроны. Уникальный паттерн экспрессии позволяет использовать DCX в качестве маркера нейрогенеза. Уровни DCX повышаются при физических упражнениях параллельно с общепринятым показателем нейрогенеза — уровнем включения BrdU. Мутация гена DCX вызывает одну из форм лиссэнцефалии.

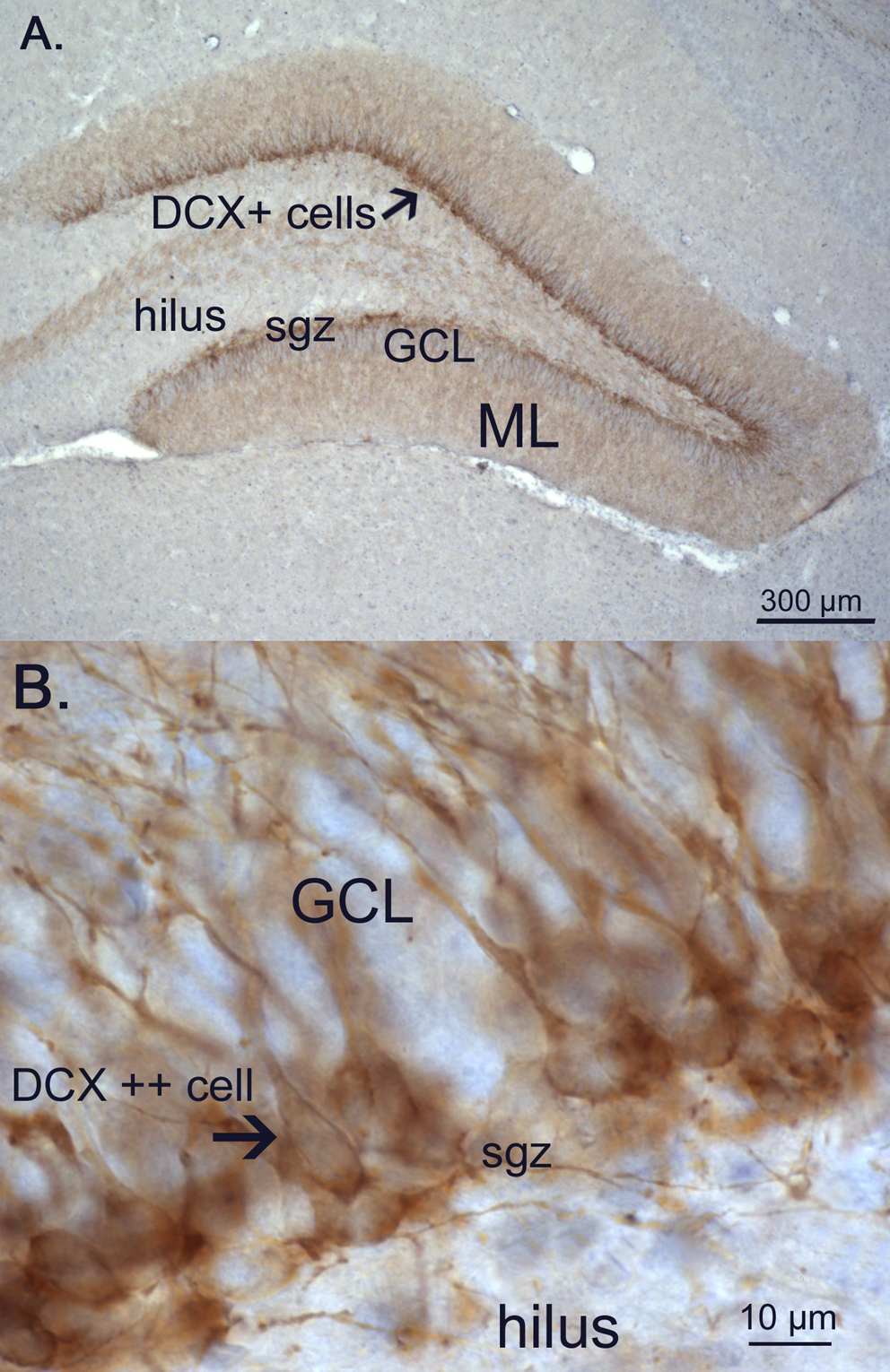
Экспрессия даблкортина в зубчатой извилине крысы на 21-й день после рождения. SGZ — субгранулярная зона. Oomen et al., 2009.